# Marradi
Marradi là một đô thị ở tỉnh Firenze trong vùng Toscana, tọa lạc khoảng 45 km về phía đông bắc của Florence. Tại thời điểm ngày 31 tháng 12 năm 2004, đô thị này có dân số 3.504 người và diện tích là 153,9 km².
Đô thị Marradi có các frazioni (các đơn vị cấp dưới, chủ yếu là các làng) Abeto, Badia del Borgo Caset., Biforco, Campigno, Crespino, Popolano, Sant'Adriano, và Val della Meta.
Marradi giáp các đô thị sau: Borgo San Lorenzo, Brisighella, Dicomano, Modigliana, Palazzuolo sul Senio, Portico e San Benedetto, San Godenzo, Tredozio, Vicchio.